# Liste der Gemeinden in Italien
Die Italienische Republik gliedert sich in 20 Regionen (regioni), 109 Provinzen (province) und 7.896 Gemeinden (comuni) (Stand: 22. Januar 2024).
| Region                  | Liste                                          |
| ----------------------- | ---------------------------------------------- |
| Abruzzen                | Liste der Gemeinden in den Abruzzen            |
| Aostatal                | Liste der Gemeinden im Aostatal                |
| Apulien                 | Liste der Gemeinden in Apulien                 |
| Basilikata              | Liste der Gemeinden in der Basilikata          |
| Emilia-Romagna          | Liste der Gemeinden in der Emilia-Romagna      |
| Friaul-Julisch Venetien | Liste der Gemeinden in Friaul-Julisch Venetien |
| Kalabrien               | Liste der Gemeinden in Kalabrien               |
| Kampanien               | Liste der Gemeinden in Kampanien               |
| Latium                  | Liste der Gemeinden in Latium                  |
| Ligurien                | Liste der Gemeinden in Ligurien                |
| Lombardei               | Liste der Gemeinden in der Lombardei           |
| Marken                  | Liste der Gemeinden in den Marken              |
| Molise                  | Liste der Gemeinden in Molise                  |
| Piemont                 | Liste der Gemeinden im Piemont                 |
| Sardinien               | Liste der Gemeinden auf Sardinien              |
| Sizilien                | Liste der Gemeinden in Sizilien                |
| Toskana                 | Liste der Gemeinden in der Toskana             |
| Trentino-Südtirol       | Liste der Gemeinden in Trentino-Südtirol       |
| Umbrien                 | Liste der Gemeinden in Umbrien                 |
| Venetien                | Liste der Gemeinden in Venetien                |